# Episodi di Clannad
Questa è la lista degli episodi delle serie anime di Clannad.

## Clannad
| Nº                   | Titolo italiano (traduzione letterale) Giapponese 「Kanji」 - Rōmaji | In onda          | In onda |
| Nº                   | Titolo italiano (traduzione letterale) Giapponese 「Kanji」 - Rōmaji | Giapponese       |         |
| Clannad (23 episodi) | |                  |         |
| 1                    | Sulla collina dove i ciliegi fioriscono 「桜舞い散る坂道で」 - Sakura Maichiru Sakamichi de | 4 ottobre 2007   |         |
| 1                    | Tomoya Okazaki, un ragazzo scontento della sua vita e della ripetitività scolastica, conosce Nagisa Furukawa, una ragazza timida e cagionevole di salute. Nagisa non ha più legami di amicizia nella scuola perché tutti i suoi vecchi compagni di classe si sono diplomati, mentre lei è rimasta bocciata. Okazaki le suggerisce di ispirarsi a Tomoyo Sakagami, una ragazza anch'essa nuova, ma già con una fama di paladina della giustizia, conferitale dalla sua forza fisica. Sakagami ha messo in fuga una banda di motociclisti che disturbavano la quiete nel cortile scolastico, e ha annientato Youhei Sunohara, il migliore amico di Tomoya, che voleva dimostrarle che una donna non può essere forte. Okazaki inoltre promette a Nagisa di far riaprire il club di teatro per aiutarla a farsi dei nuovi amici, e fa conoscenza con la sua famiglia. |                  |         |
| 2                    | Il primo passo 「最初の一歩」 - Saisho no Ippo | 11 ottobre 2007  |         |
| 2                    | Okazaki trova in biblioteca una ragazza seduta sul pavimento che gli offre un po' del suo pranzo, e i suoi compagni di classe la identificano come Kotomi Ichinose, la ragazza fantasma. Nagisa affigge un cartellone per le iscrizioni al nuovo club di teatro, tutto ricoperto da disegni di dango, che a lei piacciono molto. Sunohara si meraviglia nel vedere il suo amico interessato a un club e Nagisa vuole scoprire perché non partecipa a nessuna attività, quindi gli propone di giocare a basket con lei. Tomoya incontra in un'aula vuota una ragazza dai capelli grigi mentre intaglia una stella di legno con un taglierino malconcio, ma la ragazza scappa via per la timidezza. Nagisa e Tomoya si incontrano nel campetto per giocare a basket, malgrado piova, e Tomoya le rivela la verità: appena iscritto al club sportivo assieme a Sunohara, ha smesso di giocare a basket per un incidente avuto con suo padre, che gli è costato una frattura definitiva alla sua spalla destra. |                  |         |
| 3                    | Un'altra volta dopo aver pianto 「涙のあとにもう一度」 - Namida no ato ni mō ichido | 18 ottobre 2007  |         |
| 3                    | Tomoya, a causa di una disputa, conosce Yusuke Yoshino nei panni di un elettricista. Okazaki chiede a Nagisa di provare a presentarsi ad un pubblico, e anche ai futuri partecipanti al club di teatro. Okazaki e Nagisa vanno a consultarsi da Yukine Miyazawa, che offre loro due tazze di caffè. Il consiglio studentesco ha ritirato i volantini di Nagisa e l'hanno chiamata nel loro ufficio. |                  |         |
| 4                    | Troviamo amici 「仲間をさがそう」 - Nakama o Sagasō | 25 ottobre 2007  |         |
| 4                    | Fuko Ibuki chiede a Okazaki di partecipare al matrimonio di sua sorella, in cambio della stella di legno che gli aveva regalato. La sorella di Fuko è stata insegnante d'arte fino a tre anni fa nell'istituto Hikarizaka, ma nessuno studente la conosce. Sakagami è addolorata da quando capisce che Sunohara la prende di mira perché è convinto che sia un maschio, nonostante lei faccia di tutto per comportarsi con femminilità. Okazaki chiede a Sunohara di aiutare Nagisa a riaprire il club di teatro. Il consiglio studentesco non approva che si usino i volantini per reclutare dei membri, quindi Nagisa, Tomoya e Yohei ne parlano di persona ai loro amici, ma nessuno sembra interessato. Nagisa e Tomoya chiedono del club di teatro a Fuko, e Nagisa si ricorda di aver conosciuto sua sorella al suo primo anno di studi. La sua insegnante di arte aveva smesso di lavorare per assistere in ospedale la sorella, vittima di un incidente stradale. Li voci che girano sulla ragazza fantasma sembrano confermare che si tratti proprio di Fuko Ibuki. |                  |         |
| 5                    | Una scena con una scultura 「彫刻のある風景」 - Chōkoku no Aru Fūkei | 1º novembre 2007 |         |
| 5                    | Okazaki e Nagisa fanno visita alla professoressa Ibuki che conferma loro di aver parlato del suo matrimonio solo con sua sorella, malgrado essa continui a dormire in ospedale. I due ragazzi hanno la conferma che la Fuko che hanno incontrato è un fantasma, e la fanno adottare dalla famiglia di Nagisa sotto falso nome. Fuko intaglia altre stelle che consegna agli studenti della scuola e i suoi amici la fanno partecipare alla sua prima lezione, con l'aiuto della madre di Nagisa. |                  |         |
| 6                    | Il Festival dei fondatori delle sorelle 「姉と妹の創立者祭」 - Ane to Imōto no Sōritsusha Matsuri | 8 novembre 2007  |         |
| 6                    | Tomoya e Nagisa pensano al Festival dei Fondatori come a un'occasione per far incontrare di persona le sorelle Ibuki. Yusuke Yoshino, il fidanzato di Koko, crede che sia una buona idea e li sprona ad invitarla al festival. Intanto Fuko intaglia altre stelle marine da distribuire alla festa, e tre ragazzi innamorati di lei aprono un fan club per aiutarla ad organizzare il matrimonio. Quando arriva la professoressa Ibuki, Tomoya e Nagisa restano stupiti perché non riesce a vedere sua sorella, che è proprio lì vicino a loro. |                  |         |
| 7                    | Sentimenti a forma di stella 「星形の気持ち」 - Hoshigata no Kimochi | 15 novembre 2007 |         |
| 7                    | Tomoya e Nagisa chiedono alla professoressa Kouko Ibuki di non rinunciare al suo matrimonio per via di sua sorella e le annunciano che potrà festeggiarlo nella sua vecchia scuola, con l'aiuto del professor Koumura. I due ragazzi si incontrano con Fuko e Sunohara per capire perché mai non tutti accettino le stelle marine, e Nagisa propone di regalare qualcos'altro come la grande famiglia dei dango. Kouko rivela a Nagisa e Tomoya che le condizioni della vera Fuko stanno peggiorando e che forse non si risveglierà più, anche se lei continua a sperarlo. Sunohara si accorge che molti studenti non la ignorano di proposito perché non la possono vedere, e il suo ricordo di chi ha ricevuto la stella marina comincia a svanire. |                  |         |
| 8                    | Un vento che scompare al crepuscolo 「黄昏に消える風」 - Tasogare ni Kieru Kaze | 22 novembre 2007 |         |
| 8                    | Il matrimonio della professoressa Ibuki è stato fissato ma Fuko sta per essere dimenticata. Quelli che vanno ad incontrarla in ospedale, tra cui Sunohara e i genitori di Nagisa, si dimenticano di averla conosciuta e di aver ricevuto la stella in regalo. Fuko non viene più percepita da nessuno e Nagisa ha paura che anche lei e Okazaki si scorderanno di lei. |                  |         |
| 9                    | Fino alla fine del sogno 「夢の最後まで」 - Yume no Saigo Made | 29 novembre 2007 |         |
| 9                    | Tomoya, Nagisa e Fuko fanno una festicciola a scuola, di notte, prima che Fuko scompaia dai loro ricordi e dalla loro vista. Il professor Koumura però ricorda loro del matrimonio di domenica della professoressa Ibuki, e tornano a ricordarsi di lei. Anche Sunohara si ricorda di Fuko e della sua stella marina e invita tutti gli studenti della scuola a partecipare al matrimonio. Okazaki è triste perché Fuko non è fisicamente lì con loro, dopo essersi impegnata moltissimo con l'organizzazione della cerimonia, e le due sorelle riescono a vedersi un'ultima volta prima che Fuko scompaia col vento. |                  |         |
| 10                   | La sfida per la ragazza genio 「天才少女の挑戦」 - Tensai Shōjo no Chōsen | 5 dicembre 2007  |         |
| 10                   | Okazaki vuole ancora aiutare Nagisa a ricostruire il club di teatro e chiede a Kotomi Ichinose di farne parte. La ragazza accetta e si presenta a Nagisa. Kotomi è molto timida e non è abituata a relazionarsi con gli altri, così Tomoya la aiuta a farsi delle amiche: Kyou, Ryou e Tomoyo. Le sorelle Fujibayashi non parteciperanno attivamente al club di teatro, ma sosterranno la loro iniziativa. Kotomi, oltre ad essere introversa, non sa suonare il violino. |                  |         |
| 11                   | La rapsodia nel doposcuola 「放課後の狂想曲」 - Hōkago no Kyōsōkyoku | 12 dicembre 2007 |         |
| 11                   | A Kyou viene l'idea di far suonare Kotomi a un concerto dopo la scuola, così la violinista inizia a fare pratica. Molte persone si sono presentate al concerto perché costrette da Kyou e quasi tutti si sono pentiti di essere venuti. Sulla via del ritorno, un uomo cerca di importunare Kotomi ma i suoi amici lo allontanano. Kotomi è terrorizzata da quel tale. |                  |         |
| 12                   | Il mondo nascosto 「かくされた世界」 - Kakusareta Sekai | 19 dicembre 2007 |         |
| 12                   | Kotomi rende il violino a Rie Nishina, la sua custode, e fa amicizia con lei. I ragazzi si danno un appuntamento e provano invano a vincere un regalo per il compleanno di Kotomi; in questa occasione Fuko compare per qualche minuto ma nessuno la riconosce. Il giorno seguente un autobus fa un incidente ma senza nessun ferito e Kotomi rimane terrorizzata. Okazaki va a trovarla a casa sua e trova all'esterno l'uomo misterioso dell'altro giorno. L'uomo non è malvagio e vuole solo dire a Kotomi che lui e il suo gruppo sono dispiaciuti per quello che è accaduto ai suoi genitori, dei famosi scienziati che per primi hanno scoperto il mondo nascosto. Okazaki entra in casa Ichinose e apprende da ritagli di giornale che i genitori di Kotomi sono morti in un incidente aereo. Tomoya si accorge di aver già conosciuto Kotomi quando erano piccoli, e un tragico sogno glielo fa ricordare. |                  |         |
| 13                   | Il giardino dei ricordi 「思い出の庭を」 - Omoide no Niwa wo | 10 gennaio 2008  |         |
| 13                   | Kotomi racconta a Okazaki che da piccola ha bruciato l'ultima copia rimasta di un'importante tesi di suo padre, ritenendola la colpa della morte dei suoi genitori. Per il compleanno di Kotomi, Kyou, Ryou e Nagisa vorrebbero regalarle il violino che ha suonato al concerto ma lo strumento si rompe e devono farlo riparare. Okazaki intanto mette in ordine il giardino di Kotomi in vista della festa. |                  |         |
| 14                   | Theory of everything 「セオリー オブ エヴリシング」 - Seorii obu Evurishingu | 17 gennaio 2008  |         |
| 14                   | Finalmente Kotomi esce dalla sua camera e incontra Tomoya che ha appena finito di sistemare il giardino. Kotomi torna a scuola e si decide ad incontrare, assieme ai suoi amici, l'uomo che la stava cercando. Il signore le riporta la valigetta dei suoi genitori, dopo essere passata di mano in mano e aver girato il mondo. La valigetta non contiene la tesi, che è stata gettata dagli autori, ma il peluche promessole come regalo di compleanno e una lettera. La busta che Kotomi ha bruciato non conteneva la copia della tesi, ma un catalogo di orsetti di peluche. Adesso Kotomi è felice e, come avrebbero voluto i suoi genitori, sta diventando adulta a fianco dei suoi amici. |                  |         |
| 15                   | Una questione problematica 「困った問題」 - Komatta Mondai | 24 gennaio 2008  |         |
| 15                   | Con il nominativo di Kyou e Ryou, Nagisa può riaprire il club di teatro e chiede a Koumura, l'unico professore disponibile, di esserne il responsabile. Nishina però aveva già chiesto al professore di aprire un club di canto corale e Sugisaka, un'amica di Nishina, convince Nagisa a rinunciare all'idea del club di teatro. Nishina infatti non può più suonare il violino a causa di una disabilità e l'unico modo che le resta per praticare la sua passione per la musica è il canto. Sunohara, per esperienza personale, non sopporta coloro che usano una disabilità per partecipare ai club e vorrebbe che Okazaki le dimostrasse che è una scusa inutile con una partita di basket. La sua richiesta diventa un'ossessione e Okazaki chiede a Nagisa, mentendole, di liberarlo dal suo spasimante Sunohara. Per farlo, Nagisa gli recita un'altra bugia, dicendo a Sunohara che è innamorata di Okazaki. Mei, la sorella di Sunohara, gli telefona per avvertirlo che presto verrà a trovarlo, ma Okazaki risponde al telefono al posto suo e le fa uno scherzo fingendosi suo fratello. |                  |         |
| 16                   | 3 on 3 「3 on 3」 | 31 gennaio 2008  |         |
| 16                   | Mei, la sorella di Sunohara, arriva in città per trovare suo fratello e alloggia dai Fujibayashi. Okazaki spiega a Nagisa che Sunohara non è innamorato di lui e chiarisce con mei la questione dello scherzo telefonico. Okazaki chiede a Kyou di disputare con lui e Sunohara la partita contro il club di basket. I ragazzi vincono la partita per un punto contro i titolari del club sportivo e le ragazze del club di canto corale ne restano colpite. Mei si complimenta con suo fratello e torna a casa sua. |                  |         |
| 17                   | Una stanza senza nessuno 「不在の空間」 - Fūzai no Kūkan | 7 febbraio 2008  |         |
| 17                   | Le ragazze del club di canto vorrebbero condividere il professor Koumura con il club di teatro ma il consiglio studentesco è troppo rigido e non acconsente, così Nagisa si sente male e resta assente da scuola per parecchi giorni. Se Tomoyo, già candidata come futura presidentessa, dirigesse il consiglio studentesco, il club di teatro potrebbe riaprire. Tomoya è conteso da Tomoyo e Ryou, che però è troppo timida per dichiararsi. Tomoyo va a svegliare ogni mattina Okazaki (e anche Sunohara) per assicurarsi che non tardino a scuola, infatti è candidata come futura presidentessa e vuole che i suoi amici siano puntuali. Kyou aiuta la sorella a preparare il pranzo, che ogni giorno offre a Tomoya nella speranza di conquistarlo; Ryou però non vuole separarlo da Nagisa, nonostante sappia bene che per lui è solo un'amica. A seguito di uno scongiuro, Okazaki rimane chiuso nel magazzino della palestra assieme a Kyou che, in preda all'imbarazzo, sta per confessarle i sentimenti della sorella. Fuori dalla scuola, Tomoyo attacca una rissa contro dei ragazzi di strada vendicativi e, all'arrivo dei professori, Okazaki che era con lei si rende conto che quello che ha commesso le impedirebbe di diventare presidentessa, così si assume tutte le colpe dell'accaduto e viene sospeso. |                  |         |
| 18                   | Strategia per il ritorno 「逆転の秘策」 - Gyakuten no Hisaku | 14 febbraio 2008 |         |
| 18                   | Tomoyo, Kyou, Ryou, Kotomi e anche Fuko si prendono cura di Okazaki durante la sua sospensione. Quando il ragazzo torna a scuola, delle voci mettono Tomoyo in cattiva luce, così Okazaki la aiuta a riconquistare la fiducia degli altri organizzando svariati incontri sportivi. Per ringraziarlo, Tomoyo racconta ad Okazaki che un tempo la sua famiglia non era molto unita, e quando i genitori stavano per divorziare, suo fratello minore Takafumi si è buttato nel fiume. In seguito la famiglia si è riunita nel dolore e quando Takafumi è stato dimesso dall'ospedale, ha espresso il desiderio di rivedere ogni anno i ciliegi in fiore con la sua famiglia. L'obiettivo di Tomoyo in qualità di presidentessa è quello di salvare i ciliegi da chi vuole abbatterli. Quando torna Nagisa, assiste a uno scontro di tennis di Tomoyo ma viene colpita da una pallina. Tomoya reagisce subito in sua protezione, mettendo in chiaro i suoi sentimenti, e la porta con premura in infermeria. Kyou capisce che non può più fare niente per l'amore di Ryou, che si scusa con sua sorella per tutto il disturbo che le ha recato. Tomoyo Sakagami viene eletta presidentessa del consiglio. |                  |         |
| 19                   | Una nuova vita 「新しい生活」 - Atarashii Seikatsu | 28 febbraio 2008 |         |
| 19                   | Sakagami fa riaprire i club di teatro e canto corale, e Nagisa si impegna a prepararsi per il festival scolastico. Nagisa si rende conto di persona che il padre di Okazaki è sempre assente per suo figlio, e offre al suo amico di vivere per un periodo a casa sua. Okazaki accetta con piacere ma prova una sorta di disagio a stare in mezzo ad un'allegra famiglia. Sunohara è afflitto non appena viene a conoscenza della nuova sistemazione di Okazaki. Nagisa racconta al suo ospite che sente di doversi scusare con i suoi genitori per qualcosa che crede di aver fatto loro da piccola, e Okazaki vuole scoprire di che cosa si tratta. |                  |         |
| 20                   | Un passato segreto 「秘められた過去」 - Himerareta Kako | 6 marzo 2008     |         |
| 20                   | La recita che Nagisa vuole organizzare è tratta da una storia che ricorda a malapena dalla sua infanzia, e che anche Okazaki conosce. La storia narra di una ragazza sola al mondo che, per ovviare alla sua solitudine, costruisce un robot con dei rottami che diventa il suo migliore amico. Akio racconta a Tomoya che Nagisa ha rischiato di morire da piccola perché i suoi genitori erano troppo occupati per curare la sua malattia. Da quando Nagisa è guarita, si sono promessi di rinunciare ai propri sogni per crescere la loro figlia al meglio, e hanno cambiato lavoro. Il padre chiede al ragazzo di non raccontare nulla di quanto ha saputo a Nagisa. Tomoya non vuole rovinare la gita di famiglia Furukawa e si tiene in disparte, ma Sunohara lo convince ad andarci. |                  |         |
| 21                   | Verso il festival scolastico 「学園祭に向けて」 - Gakuensai ni Mukete | 13 marzo 2008    |         |
| 21                   | Tutti si impegnano al massimo a realizzare la recita di teatro e le prove vanno a meraviglia. Nagisa è tesa per la vera recita del giorno successivo e Tomoya la tranquillizza. Quella stessa notte, Nagisa va nel ripostiglio e trova un album di vecchie foto dei suoi genitori. Dalle fotografie capisce che sua madre insegnava alle scuole medie e suo padre era un attore, ed entrambi hanno interrotto le loro professioni per allevarla. Nagisa inizia a sentirsi come un peso per i suoi genitori. |                  |         |
| 22                   | Due ombre 「影二つ」 - Kage Futatsu | 20 marzo 2008    |         |
| 22                   | Nagisa sale sul palco ma non inizia a recitare, anzi, si mette a piangere. In quel momento sopraggiunge Akio che la incoraggia dal fondo della sala, gridandole che il sogno dei suoi genitori è vedere realizzati i sogni dei figli. Anche Sanae e Tomoya la spronano, così Nagisa inizia lo spettacolo. La recita va a meraviglia e tutti si complimentano con i membri del club di teatro, che si riuniscono per festeggiare. Nagisa invita a scuola anche il padre di Okazaki, che lo accoglie meno duramente del solito. Tomoya chiede a Nagisa di uscire con lui, e si dichiara innamorato. L'atmosfera è perfetta per far sbocciare l'amore e Nagisa è felice come non lo era mai stata prima. |                  |         |
| 23                   | Gli avvenimenti delle vacanze estive 「夏休みの出来事」 - Natsuyasumi no Dekigoto | 27 marzo 2008    |         |
| 23                   | Sono iniziate le vacanze estive, ma gli studenti del terzo anno devono frequentare delle lezioni supplementari per prepararsi agli esami di ammissione all'università. Tomoya e Nagisa escono insieme ma non sono sinceri tra di loro. Le amiche di Nagisa le suggeriscono di iniziare a chiamare per nome il suo ragazzo, e Mei le insegna a comportarsi e ad essere più sincera con Tomoya. |                  |         |
| OAV                  | Un altro mondo - Capitolo di Tomoyo 「もうひとつの世界 智代編」 - Mō Hitotsu no Sekai Tomoyo-hen | 16 luglio 2008   |         |
| OAV                  | In un mondo alternativo, Tomoyo ambisce a diventare presidentessa del consiglio studentesco e pretende che tutti i suoi amici siano diligenti, così ogni mattina va a svegliare Okazaki a casa sua e lo accompagna a scuola in orario. I due ragazzi finiscono per innamorarsi e Tomoyo viene eletta presidentessa. Le cose non vanno bene per la ragazza, che perde la sua reputazione a causa del suo rapporto con Okazaki, reputato da tutti un delinquente di poca volontà. Un membro del consiglio studentesco convince Okazaki a separarsi, a malincuore, da Tomoyo, che ottiene più tempo per adempiere ai suoi doveri. Okazaki e Sunohara si diplomano e iniziano a lavorare. Tomoyo incontra Okazaki per dirgli che è riuscita nel suo obiettivo, preservare i ciliegi, e che è ancora innamorata di lui. Okazaki non vuole che rinunci alla sua carriera per stare al suo fianco, ma la ragazza non è fatta per sottostare a troppe responsabilità, e così la coppia si riunisce. |                  |         |

## Clannad After Story
| Nº                               | Titolo italiano (traduzione letterale) Giapponese 「Kanji」 - Rōmaji | In onda          | In onda |
| Nº                               | Titolo italiano (traduzione letterale) Giapponese 「Kanji」 - Rōmaji | Giapponese       |         |
| Clannad After Story (24 episodi) | |                  |         |
| 1                                | L'arrivederci alla fine dell'estate 「夏の終わりのサヨナラ」 - Natsu no Owari no Sayonara | 3 ottobre 2008   |         |
| 1                                | Akio viene ispirato dalla determinazione degli amici di Nagisa che hanno riaperto il club di teatro e vuole fondare una squadra di baseball, la Furukawa Bakers. Nella squadra ci saranno Akio, Okazaki, Kyou, Tomoyo, Yoshino, Sunohara, Kotomi, Misae e Mei. Nella prima partita Akio viene ferito allo stinco e si fa sostituire da sua figlia. Poco prima della fine della partita, Okazaki riesce ad affrontare il dolore della sua spalla destra e segna il punto decisivo, che porta i Furukawa Bakers alla vittoria. |                  |         |
| 2                                | Alla ricerca del falso amore 「いつわりの愛をさがして」 - Itsuwari no Ai o Sagashite | 10 ottobre 2008  |         |
| 2                                | Mei torna a casa Furukawa e Sunohara, per non farla più preoccupare, vuole dimostrarle che ha una ragazza che si prende cura di lui. Tutte le compagne di scuola rifiutano la sua richiesta e l'unica che accetta di fingersi la sua fidanzata è Sanae. Sunohara è ancora convinto che Sanae sia la sorella maggiore di Nagisa e non sua madre. Sanae si traveste per sembrare più giovane e si presenta a Mei come fidanzata di suo fratello, con il falso nome di Isogai Sanako. |                  |         |
| 3                                | Cuori discordanti 「すれちがう心」 - Surechigau Kokoro | 17 ottobre 2008  |         |
| 3                                | Sunohara non è più preoccupato per sua sorella; Mei lo capisce quando resta indifferente davanti ad un litigio tra bambini, quando invece da piccolo cercava sempre di difenderla. Allora Mei le racconta di avere un fidanzato sperando di venire protetta, ma anche qui non fa alcun effetto. Mei confida la sua afflizione a Nagisa e Okazaki, che le raccontano la verità sulla finta fidanzata di suo fratello. Mei e Okazaki fingono per gioco di essere fratelli ma, girando per la città, incrociano Sunohara e gli raccontano che si sono fidanzati; anche in questa occasione Sunohara non reagisce. |                  |         |
| 4                                | Con lo stesso sorriso di quel giorno 「あの日と同じ笑顔で」 - Ano Hi to Onaji Egao de | 24 ottobre 2008  |         |
| 4                                | Okazaki non è più in buoni rapporti con Sunohara e Mei sa che l'unica attività che può far ritornare suo fratello come prima è il calcio. Mei, Okazaki e Nagisa provano a chiedere alla squadra scolastica di riprendere Sunohara tra loro, ma i ragazzi non vogliono più sentire parlare di lui da quando, al suo primo anno, ha litigato con tutti, e lo considerano ancora un fannullone. Alla seconda richiesta, i ragazzi della squadra propongono a Mei, Okazaki e Nagisa di fare da raccattapalle ma alla fine non rispettano la promessa di riaccettare Sunohara. Mei si mette a piangere e Okazaki si arrabbia, ma sarà Sunohara, arrivato in quel momento, ad iniziare la rissa per proteggere Mei. Dopo essersi liberati dei giocatori di calcio, Sunohara e Okazaki continuano a litigare e risolvono la disputa tra loro. Il giorno dopo, andando a scuola, Okazaki e Sunohara si vedono conciati male e scoppiano a ridere, proprio come fecero nel loro primo incontro, al primo anno della scuola superiore davanti alla porta dell'ufficio insegnanti, dove entrambi stavano per essere puniti. Sunohara capisce, a sue spese, che Sanae non è la sorella, ma la madre di Nagisa. |                  |         |
| 5                                | La stagione in cui c'eri tu 「君のいた季節」 - Kimi no Ita Kisetsu | 31 ottobre 2008  |         |
| 5                                | Misae, la gestrice del dormitorio maschile di Sunohara, è apprezzata da tutti per il suo ottimismo e la sua preoccupazione verso il prossimo, e aiuta i ragazzi innamorati più giovani di lei. Mentre suggerisce a Nagisa e Okazaki un luogo per un appuntamento, il ragazzo si addormenta e sogna il passato di Misae, quando era una studentessa: Misae era innamorata di Igarashi e in quel periodo è tornato nella sua vita Katsuki Shima, un ragazzo che Misae aveva incoraggiato quando era all'ospedale, e che ora vuole sdebitarsi esaudendo un desiderio. Per qualche tempo Shima viene scambiato per il fidanzato di Misae a causa della loro vicinanza, ma un giorno, mentre Shima aspetta Misae fuori da scuola, incontra Igarashi che gli dice di essere già fidanzato, e gli chiede di riferirlo per lui a Misae. Shima, in quel momento, si accorge di essere innamorato di Misae e glielo confessa parlando di lei in terza persona. |                  |         |
| 6                                | Per sempre con te 「ずっとあなたのそばに」 - Zutto Anata no Soba ni | 7 novembre 2008  |         |
| 6                                | Shima incontra Misae al parco e le confessa apertamente i suoi sentimenti. Il giorno dopo, Yuki e Saki, le amiche di Misae, aiutano Shima ad entrare nella scuola travestito da ragazza per vedere Misae al lavoro come presidentessa del consiglio studentesco. Nel pomeriggio le due ragazze accompagnano Shima a casa, ma tutti e tre scoprono che il vero Shima è morto. Il ragazzo che Misae ha conosciuto finora è il gatto di Shima nelle sue fattezze, a cui era stato affidato il compito di esaudire un desiderio di Misae. Al festival autunnale, Shima si accorge di aver perso il potere di esprimere i desideri, ma Misae gli dà un bacio e gli chiede di continuare ad amarla; dopodiché Shima scompare. Tornando al presente, Okazaki e Nagisa vanno al festival autunnale e trovano il gattino vagabondo curato da Misae, che altri non è che il gatto del defunto Shima tornato al suo vero aspetto. È stato proprio lui ad aver fatto sognare ad Okazaki il passato di Misae, l'altra sera. Quando Misae lo trova, Okazaki le rivela la sua vera identità e il gatto la porta nel luogo del loro ultimo incontro. Adesso Misae sarà la sua nuova padrona. |                  |         |
| 7                                | Il suo luogo di appartenenza 「彼女の居場所」 - Kanojo no Ibasho | 14 novembre 2008 |         |
| 7                                | Il territorio della città è conteso da due bande: quella di Sasaki e quella di Kazuto Miyazawa, divise dal fiume. Kazuto è il fratello di Yukine, un ragazzo biondo non molto conosciuto, e attualmente è in ospedale per aver subito un incidente stradale mentre salvava un compagno. Kazuto è molto forte e per motivi di sicurezza tiene segreta la sua residenza, per questo sono in pochi a conoscerlo. Yukine, dal canto suo, cura e nasconde i membri in pericolo di entrambe le bande nel suo ufficio di consultazione, e ci fa amicizia. Un giorno, un bambino di nome Yu chiede a Yukine di aiutarlo a trovare sua sorella maggiore, che è entrata nella banda di Kazuto senza dare informazioni alla famiglia. Durante le ricerche Sunohara si finge Kazuto e insegna a Yu come ci si comporta da uomini. I ragazzi si danno appuntamento nel bar della banda di Kazuto, Yu ritrova sua sorella e scopre che Sunohara non è il capo della banda. Quella stessa sera i ragazzi della banda rivale assalgono Sunohara, scambiandolo per Kazuto, ma vengono fermati da Tomoyo, di pattuglia in quella zona. |                  |         |
| 8                                | Un combattimento valoroso 「勇気ある戦い」 - Yūki Aru Tatakai | 21 novembre 2008 |         |
| 8                                | La banda di Sasaki è convinta, per colpa di Sunohara, che Kazuto sia stato dimesso dall'ospedale, e per non essere sottomessa vuole intensificare gli scontri. Tomoyo teme che possa intervenire la polizia e consiglia a Yukine di fermarli. L'unico compromesso a cui è potuto giungere Sasaki è un duello tra lui e Kazuto, ma sostituire il fratello di Yukine sarà Okazaki. Il duello comincia a pomeriggio inoltrato, prosegue fino a tarda notte e finisce in parità. In quel momento, mentre stanno per intervenire gli altri membri di entrambe le bande, compare sull'argine Kazuto Miyazawa, che però si scopre subito essere la sorella travestita. Kazuto in realtà è morto, ma la sua scomparsa era stata tenuta segreta fino a quel giorno. Dopo la sua morte, Yukine si è fatta forza e ha stretto amicizia con gli amici e i nemici di suo fratello per realizzare quello che era sempre stato il sogno di Kazuto: far smettere tutte le risse e vivere tutti in pace nella stessa città. |                  |         |
| 9                                | Sulla strada inclinata 「坂道の途中」 - Sakamichi no Tochū | 28 novembre 2008 |         |
| 9                                | Per gli studenti del terzo anno si avvicinano gli esami e le scelte per il loro futuro. Tomoya è l'unico a non aver ancora deciso cosa fare una volta diplomato e, quando glielo chiedono, cambia discorso. Nagisa si ammala e resta assente da scuola per molti giorni, con il rischio che venga bocciata un'altra volta. Tomoya le tiene compagnia per tutto l'autunno e vorrebbe farsi bocciare per ripetere l'anno con Nagisa. Tutti gli amici festeggiano il compleanno di Nagisa, il 24 dicembre, e il Natale assieme. Alla fine Nagisa viene bocciata e tutti i suoi compagni si diplomano. Okazaki e Sunohara ringraziano il professor Koumura, che andrà in pensione l'anno successivo, e Tomoya raccomanda Nagisa a Yukine e Tomoyo, che saranno in classe con lei l'anno prossimo. Nagisa rincuora Tomoya e lo sprona ad andare avanti senza di lei, e tutti e due fanno una passeggiata tenendosi per mano sulla collina con i ciliegi in fiore. |                  |         |
| 10                               | Una stagione di inizi 「始まりの季節」 - Hajimari no Kisetsu | 5 dicembre 2008  |         |
| 10                               | Tomoya inizia a lavorare nel panificio Furukawa. Nagisa ricomincia la scuola ma finisce in una classe in cui non conosce nessuno e non riesce a far riaprire il club di teatro. Tomoya decide di andare a vivere in un appartamento in affitto e di lavorare assieme a Yoshino nella società elettrica Hikarizaka. Akio lo aiuta ad arredarlo con dei vecchi mobili e Nagisa lo va a trovare tutti i giorni per preparargli colazione e cena. Tomoya sta imparando il lavoro di elettricista, ma è più duro di quanto pensasse, e ogni sera torna a casa stanco. |                  |         |
| 11                               | Il Festival dei fondatori promesso 「約束の創立者祭」 - Yakusoku no Sōritsushasai | 12 dicembre 2008 |         |
| 11                               | Il lavoro si sta intensificando ma Tomoya sta acquisendo molta esperienza malgrado la sua disabilità al braccio destro. Yoshino se ne accorge e tranquillizza Tomoya, dicendogli che da ora in poi, entrambi compenseranno il lavoro che l'altro non può fare. Si avvicina il festival dei fondatori e Nagisa vorrebbe parteciparvi assieme al suo ragazzo. Tomoya, la sera prima del festival, completa un lavoro urgente ma commette un errore, che noterà Yoshino solo il giorno dopo. Tomoya viene contattato dal direttore e si dirige subito al palo della sera prima per aiutare Yoshino a riparare il danno. Tomoya finisce tardi, corre fino a scuola e trova Nagisa ad aspettarlo al cancello. Tomoya si scusa per non aver partecipato alla festa, ma Nagisa non è arrabbiata con lui e comprende la situazione. Il giorno dopo, in ufficio, i colleghi si complimentano con Tomoya per essersi preso la responsabilità del suo sbaglio, nonostante avesse un appuntamento con la sua ragazza lo stesso giorno. |                  |         |
| 12                               | Un incidente inaspettato 「突然の出来事」 - Totsuzen no Dekigoto | 19 dicembre 2008 |         |
| 12                               | Il direttore della società elettrica Hikarizaka raccomanda Tomoya ad un'azienda più grande per fargli fare più carriera e guadagnare abbastanza da mantenere una famiglia. Yoshino gli racconta la storia della sua vita: da ragazzo ha fatto sempre di tutto per realizzare il suo sogno di diventare un cantante rock, ma quando ha capito che le sue canzoni potevano motivare il suo pubblico, non si è sentito abbastanza responsabile per continuare, è tornato a casa e ha sposato Kouko, che un tempo lo aveva spronato a non arrendersi. Nagisa è preoccupata per il padre di Tomoya, che non sa ancora del suo trasferimento, e proprio quella sera ricevono una telefonata dal signor Kinoshita, un vecchio collega del padre, che avvisa Tomoya dell'arresto del genitore. A causa di questo, l'azienda maggiore non è più interessata al ragazzo. Tomoya, dopo aver visitato il padre in prigione, ne esce più arrabbiato di prima e si ferisce alla mano. Nagisa riesce a calmarlo, Tomoya le chiede di sposarlo e la ragazza accetta la proposta. |                  |         |
| 13                               | Diploma 「卒業」 - Sotsugyō | 8 gennaio 2009   |         |
| 13                               | Tomoya vuole chiedere ad Akio di poter prendersi cura di Nagisa, ma il padre, prima di starlo a sentire, vuole farsi battere a baseball. Tomoya ha difficoltà a battere la palla ma, dopo svariati tentativi, effettua un ottimo home run e fa la sua richiesta ad Akio. Il padre accetta ma a patto che Nagisa sia felice. Nagisa si ammala di nuovo, ma ha già un sufficiente numero di presenze che le consentirà di diplomarsi. Raggiunta la maggiore età, Nagisa beve la sua prima tazza di sakè il giorno di capodanno per far felice suo padre. Nagisa non ha partecipato alla cerimonia di diploma per la sua malattia, così Tomoya, con l'aiuto del professor Koumura e di tutti i suoi amici, ne organizza una solo per lei. Ottenuto anche il consenso del padre di Tomoya, i due ragazzi si sposano e vanno a vivere da soli. |                  |         |
| 14                               | Una nuova famiglia 「新しい家族」 - Atarashii Kazoku | 15 gennaio 2009  |         |
| 14                               | Nagisa inizia a lavorare come cameriera con Nishina e Sugisaka in un ristorante appena aperto. Akio vuole vedere Nagisa nella sua uniforme e farle delle foto, così convince Tomoya ad accompagnarlo. Nagisa non riconosce il padre, che si è opportunamente travestito da giovane rapper. Tomoya e Akio allontanano da Nagisa due clienti interessati a lei e, quando il direttore li richiama, il vecchio taglia la corda. Il direttore del ristorante non sgrida Tomoya per la confusione che ha provocato, ma è felice di fare la conoscenza del marito della sua nuova dipendente. Nagisa comunica a Tomoya che la loro vecchia scuola verrà ricostruita, e il ragazzo è arrabbiato se pensa che l'edificio che ha trasmesso loro tante emozioni sarà demolito. Giorni dopo, Sanae constata che Nagisa è incinta e, come aveva desiderato, sta aspettando un bambino assieme a Tomoya. |                  |         |
| 15                               | Ricordi dell'estate 「夏の名残に」 - Natsu no Nagori ni | 22 gennaio 2009  |         |
| 15                               | Nagisa, nonostante la sua salute cagionevole, riesce a supportare la gravidanza ed esprime a Tomoya il desiderio di partorire in casa, per poter avere in mano il bambino prima dei dottori dell'ospedale, anche se potrà essere più rischioso. Sanae si occupa di trovare un'ostetrica, Yagi. Tutto l'impegno che stanno avendo ricorda a Tomoya l'anno scolastico in cui si sono conosciuti e hanno fatto riaprire il club di teatro. Il dottore avvisa Sanae che il parto per Nagisa può essere fin troppo rischioso, e la madre ne parla prima a Tomoya. Il ragazzo ne parla con la moglie che, malgrado debba essere costretta dalla sua condizione fisica a partorire in ospedale, Nagisa non vuole rinunciare ad avere un figlio, e vuole vederlo in volto. Anche Akio sostiene Tomoya, mostrandogli il parco dove ha pregato per salvare Nagisa dalla sua malattia, e in cui torna di tanto in tanto. La coppia passeggia sulla spiaggia e vuole trovare un nome per il nascituro. Siccome avrà il cognome di Okazaki (岡崎?), Tomoya vorrebbe che il suo nome avesse a che fare con Nagisa (渚?, , che significa "spiaggia"), così pensano al nome Ushio (汐?, , che significa "marea") che suona più imponente di Nagisa e va bene sia per un maschietto, che per una femminuccia. |                  |         |
| 16                               | Bianca oscurità 「白い闇」 - Shiroi Yami | 29 gennaio 2009  |         |
| 16                               | Arriva il Natale e Tomoya regala un terzo peluche a forma di dango a Nagisa per il suo compleanno. In occasione dell'anno nuovo, tutti gli amici vanno a fare gli auguri alla famiglia Okazaki, e Kotomi, che sta continuando le ricerche sul mondo nascosto, dice a tutti che ce ne potrebbe essere più di uno e che hanno tutti un forte collegamento con il loro. Una nevicata blocca tutti i trasporti in città e Nagisa, che inizia a sentire i dolori del parto con due settimane di anticipo, è costretta a sgravarsi in casa, nonostante avesse deciso con Tomoya di andare in ospedale. L'ostetrica Yagi arriva con i genitori di Nagisa e, dopo molte ore di travaglio, nasce Ushio, una bambina. Tomoya è felice di essere il primo ad abbracciarla, ma Nagisa si sente molto stanca e, qualche minuto dopo, si spegne tra le braccia del marito. Tomoya ripensa al passato con Nagisa ma, oltre ai ricordi felici, sente un forte rimorso per averla incontrata e portata a morire. |                  |         |
| 17                               | Stagione estiva 「夏時間」 - Natsujikan | 5 febbraio 2009  |         |
| 17                               | Dopo la nascita di Ushio e la morte di Nagisa, Tomoya smette di essere felice e inizia a vivere un periodo di apatia saturo di vizi e dipendenze. Ushio viene presa in custodia e cresciuta da Sanae e Akio, e solo in poche occasioni incontra suo padre. Cinque anni dopo, Ushio impara a parlare, a mangiare da sola e non usa più il pannolino, così Sanae decide di sparire assieme a suo marito per far stare Tomoya completamente solo con Ushio. Dopo un giorno in cui Tomoya non si dimostra molto bravo a curare i bambini, il ragazzo prende la decisione di portare la figlia in gita, come avrebbe dovuto fare con Sanae prima che scomparisse. |                  |         |
| 18                               | I confini della Terra 「大地の果て」 - Daichi no hate | 12 febbraio 2009 |         |
| 18                               | Tomoya porta Ushio in gita in campagna e, durante il viaggio, il ragazzo compra un robot giocattolo per la bambina. Tomoya e Ushio si avvicinano ad un grande campo di fiori e Tomoya fa salire Ushio sulle sue spalle per farle vedere il campo dall'alto. Ushio va a giocare con il robottino nel campo ma lo perde e si mette a cercarlo. Mentre guarda Ushio, Tomoya ricorda di essere già stato in quel posto, così va avanti lungo il sentiero e incontra la sua nonna paterna, Shino Okazaki, che era stata avvertita da Sanae che sarebbe arrivato suo nipote. La nonna racconta a Tomoya la storia di suo padre Naoyuki, e di come anche lui si cadde in depressione dopo la morte di sua moglie Atsuko in un incidente stradale. In quel periodo Tomoya era appena nato, e Naoyuki spense tutti i suoi risparmi e le sue forze per crescerlo al meglio, anche a costo di sacrificare la sua carriera, fino a quando suo figlio non fu abbastanza grande da proseguire da solo. Dopo il racconto della nonna, Tomoya cambia giudizio verso suo Naoyuki e si rende conto di non essersi ancora comportato da padre con Ushio. Quando torna al campo di fiori, Ushio sta ancora cercando il suo giocattolo, che ritiene talmente importante perché è stato il primo regalo di suo padre. Nel viaggio di ritorno, Tomoya parla per la prima volta di Nagisa ad Ushio e, nel farlo, si commuove ed esce dalla depressione del lutto. |                  |         |
| 19                               | La strada verso casa 「家路」 - Ieji | 19 febbraio 2009 |         |
| 19                               | Tomoya torna a casa Furukawa e ringrazia Sanae e Akio per essersi presi cura di Ushio per tutto quel tempo; da ora in poi crescerà Ushio con le sue sole forze. Mentre va a prendere Ushio all'asilo, Tomoya incontra Kouko con la sorella Fuko nel parco. Sebbene Fuko abbia la stessa età di Tomoya, è rimasta in coma per molti anni e quindi si comporta ancora come una ragazzina del primo anno di liceo. Fuko, appena vede Ushio, se ne innamora e diventa sua amica. Tomoya si decide finalmente a tornare a casa da suo padre e porta con sé Ushio. Tomoya dice a Naoyuki che sua madre lo sta aspettando a casa e che adesso può riposarsi, ha fatto abbastanza per lui. Tomoya aiuta il padre a prepararsi e gli dice che si occuperà della casa e dei debiti. Prima di andare via, il ragazzo ringrazia Naoyuki per tutto quello che ha fatto per lui. |                  |         |
| 20                               | I capricci della brezza marina 「汐風の戯れ」 - Shiokaze no Tawamure | 26 febbraio 2009 |         |
| 20                               | Tomoya accompagna Ushio all'asilo e scopre che la sua insegnante è Kyou e fa giocare Botan, ormai cresciuto, con i bambini. Kyou è felice di vedere che Tomoya si è ripreso dalla depressione, e adesso si occupa di Ushio: ogni mattina la accompagna all'asilo e va a lavorare, al pomeriggio la va a prendere e la lascia a casa fino a sera, quando torna per la cena. Fuko è appena stata dimessa e, oltre a fare riabilitazione fisica, ha bisogno di relazionarsi con le altre persone, così Yoshino chiede a Tomoya se ogni tanto può andare a casa loro a giocare con Ushio. Fuko passa la domenica pomeriggio in casa Okazaki e gioca a carte (al gioco Shichi Narabe) con Ushio e Tomoya. Kyou avvisa Tomoya della prossima giornata sportiva della scuola. Akio parteciperà nella gara di corsa come sostituto del preside e rappresentante degli insegnanti e sfida Tomoya a partecipare per la squadra dei genitori. Da quel giorno Tomoya inizia ad allenarsi per non sfigurare davanti a sua figlia. Un pomeriggio Fuko incontra Ushio per strada che sta andando al nuovo ospedale; la bambina ci va spesso perché le piace, così Fuko la accompagna. Mentre sono a casa Furukawa, Ushio si sente male e Tomoya constata che ha la febbre alta. |                  |         |
| 21                               | La fine del mondo 「世界の終わり」 - Sekai no Owari | 5 marzo 2009     |         |
| 21                               | Tomoya non partecipa alla giornata sportiva per occuparsi di Ushio, a casa malata. Come per Nagisa, la malattia di Ushio non si sa curare e la bambina è costretta a letto per più di un mese. Tomoya si dimette per poter curare sua figlia, ma promette a Yoshino di tornare non appena potrà. Akio vuole aiutare Tomoya a mantenersi, ora che è disoccupato, ma il giovane padre non accetta perché ha ancora dei risparmi. Ushio continua a desiderare di andare in gita con suo padre nel campo di fiori, ma è pieno inverno, fa freddo e la bambina non può muoversi di casa. Alla fine Tomoya acconsente e con Ushio si incammina verso la stazione. Lungo il cammino si mette a nevicare, la bambina comincia a perdere le forze e, poco dopo, muore tenendosi stretta a Tomoya. |                  |         |
| 22                               | Il palmo di una piccola mano 「小さな手のひら」 - Chiisana Tenohira | 12 marzo 2009    |         |
| 22                               | Tomoya è ancora preso dal rimorso per aver conosciuto e frequentato Nagisa e, nel ricordo di quel momento, non ha il coraggio di parlarle. Ushio è morta, perciò il Mondo illusorio si distrugge. L'amico che era stato costruito con dei rottami si risveglia nell'altro mondo in Tomoya, che ritorna sui suoi passi e ferma Nagisa prima che se ne vada. Da qui in avanti, la storia procede in un mondo alternativo in cui Nagisa non muore e cresce Ushio in salute assieme a Tomoya. Kouko accompagna Fuko in ospedale per uno degli ultimi controlli ma Fuko si allontana da lei per aver percepito la presenza di qualcuno. Nel boschetto dell'ospedale infatti c'è Ushio addormentata sotto un albero. |                  |         |
| 23                               | L'incidente di un anno prima 「一年前の出来事」 - Ichinen Mae no Dekigoto | 19 marzo 2009    |         |
| 23                               | Nagisa ha appena cominciato il suo terzo anno di scuola superiore ma nella sua nuova classe non conosce nessuno. La sua vecchia amica Kimura e il padre Akio le danno dei consigli per farsi dei nuovi amici, ma lei è troppo timida per estrovertirsi. Okazaki e Sunohara sono al loro secondo anno e finiscono in classe con Kyou Fujibayashi. La ragazza, in quanto capoclasse, deve punire il duo per tutte le volte che infrangono le regole, e sembra quasi provarci gusto. Anche Okazaki e Sunohara preparano degli scherzi per lei, ma ne subiscono sempre le conseguenze. Un giorno Sunohara prepara una pentolaccia facile da aprire per fare uno scherzo ad un ragazzo del primo anno e dentro scrive un messaggio che sprona a superare gli ostacoli della vita. La vittima dello scherzo però e Nagisa, che si fa un po' male alla testa, ma fa tesoro del messaggio all'interno e conosce subito una nuova amica. |                  |         |
| 24                               | Sotto l'albero verde 「総集編 緑の樹の下で」 - Midori no ki no shita de | 26 marzo 2009    |         |
| 24                               | Tomoya racconta a Ushio tutta la sua storia e riassume gli eventi di entrambe le stagioni dell'anime. Nella scena finale Tomoya trova Ushio e Fuko dormire sotto un albero del parco del nuovo ospedale e, mentre le sta svegliando, sopraggiunge anche Nagisa. |                  |         |
| OAV                              | Un altro mondo - Capitolo di Kyou 「もうひとつの世界 杏編」 - Mō Hitotsu no Sekai Kyō-hen | 1º luglio 2009   |         |
| OAV                              | In un mondo alternativo, Ryou si dichiara a Tomoya, e il ragazzo che non prova sentimenti per lei, accetta comunque di uscire insieme per un po'. Anche Kyou, la sorella gemella maggiore di Ryou, è innamorata di Tomoya e cerca di farglielo capire con un finto bacio, che causerà una serie di pettegolezzi. A causa di queste voci, Kyou fa la stessa cosa con Sunohara, ma finisce solo per palesare ancora di più il suo amore verso Tomoya. Ryou intanto sembra non badare ai pettegolezzi, ma chiede a Tomoya una maggiore confidenza. Tomoya trova Kyou tutta sola sotto la pioggia e non vuole che si ammali, ma la ragazza rifiuta il suo aiuto: se loro due uscissero insieme, Ryou ne soffrirebbe, perciò Kyou non ha mai voluto dichiararsi a Tomoya. Sunohara dice al suo amico che qualunque cosa faccia, una delle due gemelle Fujibayashi ne soffrirebbe, quindi deve solo scegliere in fretta per non ingrandire la ferita. Ryou sa che Tomoya ama sua sorella, perciò le dice di farsi avanti, e le lascia il ragazzo a malincuore. Kyou si è tagliata i capelli per somigliare a Ryou e sperare di piacere a Tomoya, ma il ragazzo ha già deciso di voler stare con lei. |                  |         |